# أسو (ألقورات)
أسو (بالفارسية: اسو) هي مستوطنة تقع في إيران في قسم ألقورات الريفي. يقدر عدد سكانها بـ 791 نسمة .